# Diocesi di Sicione
La diocesi di Sicione (in latino Dioecesis Sicyonensis) è una sede soppressa e sede titolare della Chiesa cattolica.

## Storia
Sicione, nei pressi di Vassiliko, è un'antica sede vescovile della Grecia nel Peloponneso, suffraganea dell'arcidiocesi di Corinto.
La sede è ignota a Michel Le Quien, nella sua opera Oriens christianus, e nessuno dei suoi vescovi è conosciuto. Sicione è documentata in una sola Notitia Episcopatuum del patriarcato di Costantinopoli, precedente al IX secolo.
Dal 1933 Sicione è annoverata tra le sedi vescovili titolari della Chiesa cattolica; la sede finora non è mai stata assegnata.